# 금원군
금원군(錦原君, 1513년 7월 21일(음력 6월 9일) ~ 1562년 5월 19일(음력 4월 7일))은 조선의 왕족이다. 조선의 제11대 국왕 중종의 3남이자 서3남으로 희빈 홍씨 소생이다. 이름은 영(齡, 岭, 岺), 자는 앙지(仰止)이다.

## 생애

### 가계
1513년(중종 8년) 음력 6월 9일(7월 11일)에 중종과 귀인 홍씨(훗날의 희빈 홍씨)의 서 3남으로 태어났다. 봉성군의 친형이며, 인종과 명종, 덕흥대원군의 이복형이다.

### 왕자 시절
8살 때인 1520년(중종 15년) 음력 12월 27일 정식으로 금원군(錦原君)에 책봉되었다. 이후 중종은 한동안 자신의 자식들을 위해 집을 짓는 역사를 지속했는데, 일부에서 이러한 역사가 사치스럽다는 지적을 하여 중종이 감역관을 통해 법제를 위반하는지 조사케 하고, 금원군의 집에 있는 서청을 철거시켰다.
1535년(중종 30년) 음력 1월 4일에는 금원군이 자신의 종을 시켜 사헌부에 들어가 서리를 끌어내는 일을 저지르는 바람에 사간원의 탄핵을 받았다. 당시 대신들은 금원군에 대한 파출을 요청하였으나, 중종은 윤허하지 않았다.
1552년(명종 7년)에는 문소전과 연은전의 도제조를 겸하게 되고, 1553년(명종 8년) 사옹원의 도제조를, 1555년(명종 10년) 종부시의 도제조를, 1557년(명종 12년)에는 종친부의 일도 관장하게 되었다. 그러나 금원군은 1559년(명종 14년) 음력 11월 유교 국가인 조선에서 승려들과 내통하고 불사를 올리는 바람에 또 탄핵을 받았다. 이때 명종은 이복형인 금원군에 대해 추고하는 선에서 마무리를 짓고, 여러 차례에 걸쳐 대신들이 올린 금원군을 파직시키라는 상소는 모두 윤허하지 않았다.

### 사망
1562년(명종 17년) 음력 4월 7일(5월 9일) 향년 50세를 일기로 사망하였다. 장지는 거북점의 조짐이 좋지 못해 두번이나 바꾼 후 이듬해인 1563년(명종 18년) 음력 3월 7일 경기도 양주의 불광산 기슭에 안장되었다. 금원군의 묘가 있던 지역은 훗날 서울특별시 서대문구 갈현동에 편입되었는데, 1970년 서울특별시의 택지 개발 확장 사업으로 인해 경기도 포천군 신북면 심곡리로 그 묘를 이장하였다. 인근에는 생모인 희빈 홍씨, 양자 하릉군, 하릉군의 양자 영제군의 묘소가 함께 있다.

### 평가
금원군의 묘갈명을 지은 송인은 금원군에 대해 사람이 순하고 소박하며 꾸밈이 없었다고 기록하였다. 또 주색잡기에는 관심이 없었고, 다른 사람들과 내통하지 않고 깊은 곳에서 유유자적한 생활을 하였다고도 하였다. 금원군이 병이 들자 명종은 내의원을 보내어 치료케 하였으며, 이내 세상을 뜨자 매우 슬퍼하였다고 한다.

## 가족 관계
금원군은 좌찬성 행충훈부도사에 추증된 해주 정씨 정승휴의 딸과 결혼하였으며, 부인 정씨는 파징군부인의 작위를 받았다. 정씨는 딸만 하나 낳았으며, 딸은 남관에게 시집을 가 2남 1녀를 두었다. 훗날 금원군의 후사는 이복 남동생 덕흥군(창빈 안씨의 차남)의 차남 하릉정 이인(훗날의 하릉군)이 이었다.
- 조부 : 제9대 성종(成宗, 1457 ~ 1494)
- 조모 : 정현왕후(貞顯王后, 1462 ~ 1530)
  - 부왕 : 제11대 중종(中宗, 1488 ~ 1544)
- 외조부 : 홍경주(洪景舟, ? ~ 1521)
- 외조모 : 권금성(權金成)의 딸 안동 권씨
  - 생모 : 희빈 홍씨(熙嬪 洪氏, 1494 ~ 1581)
    - 남동생 : 봉성군(鳳城君, 1528 ∼ 1547)

  - 장인 : 해주 정씨 정승휴(鄭承休, 1488 ~ 1534)
    - 부인 : 파징군부인(波澄郡夫人, 1513 ~ 1560)[13]
      - 딸 : 이견복(李堅福)
      - 사위 : 의령 남씨 남관(南琯)
        - 외손자 : 남이성(南以聖, 1558 ~ ?)
        - 외손녀 : 남란(南蘭, 1561 ~ ?)
        - 외손자 : 남이현(南以賢, 1564 ~ ?)

      - 양자 : 하릉군(河陵君, 1546 ~ 1592) - 덕흥대원군의 차남
      - 며느리 : 신여종(申汝悰)의 딸 평산군부인(平山郡夫人) 평산 신씨(平山 申氏)
        - 양손자 : 영제군(寧堤君, 1568 ∼ 1623) - 하원군의 3남

      - 며느리(측실) : 억금(億今) - 양민 출신
        - 서손자 : 교성도정(交城都正) 이선(李善, 1578 ~ ?)
        - 서손자 : 이현(李賢, 1591 ~ ?)

      - 며느리(측실) : 순화(順花) - 노비 출신
        - 서손녀 : 이팔옥(李八玉, 1585 ~ ?)